# Black Diamond Bay
Black Diamond Bay – piosenka skomponowana przez Boba Dylana, nagrana przez niego w lipcu 1975 r., wydana na albumie Desire w styczniu 1976 r.

## Historia i charakter utworu
Utwór ten został nagrany w Studio E Columbia Recording Studios w Nowym Jorku 30 lipca 1975 r. Była to czwarta sesja nagraniowa tego albumu. Producentem sesji był Don DeVito.
Kolejna piosenka albumu, która jest wyraźnie kinematograficzna, łącząc filmowe elementy z „Lily, Rosemary and the Jack of Hearts” ze zwariowanymi książkami humorystycznymi i narracyjnością typu „Bob Dylan’s 115th Dream”. Utwór ten jest więc typem piosenki, której odpowiednik w naszym kręgu kulturowym jest niełatwy do znalezienia. Tego typu zwariowane i absurdalne opowieści nazywa się w j. angielskim „shaggy-dog stories”. W tej piosence mamy zmieszane takie elementy jak kobieta, kapelusz typu panama, Grek, pierścień, żołnierz, trzęsienie ziemi, wulkan, Walter Cronkite i na dodatek prawdziwa miłość. Jak wiele tego typu piosenek Dylana nadaje się więc do dekonstrukcji. Często więc wskazuje się na wpływy powieści Josepha Conrada „Victory”, której elementy: tajemnicza kobieta, hotel, wulkan i „black diamond bay” czyli port węglowy powtarzają się u Dylana. Według tej interpretacji piosenka byłaby unowocześnioną, halucynacyjną wersją powieści. Piosenka ta także wydaje się mieć dwóch narratorów - bowiem z pewnością osoba z ostatniej zwrotki nie jest osobą, która opisuje całą akcje aż do tego momentu. Sama „zatoka czarnego diamentu” wydaje się być metaforą zniszczonego miejsca, w którym jego mieszkańcy prowadzą dalej bezcelowe i beznadziejne życie.
Mimo zwięzłości tekstu, Dylan i Levy potrafili ukazać rozwój i przemiany postaci. Niektóre partie piosenki zawierają ostrą ironię (np. scena oglądania przez narratora telewizji).
Piosenka ta stanowi oprawę muzyczną eksperymentalnego filmu Jamesa Benninga „11 x 14”.   

## Muzycy
Sesja 4
- Bob Dylan - gitara, wokal
- Scarlet Rivera - skrzypce
- Sheena Seidenberg - tamburyn, kongi
- Rob Rothstein - gitara basowa
- Howie Wyeth - perkusja

## Dyskografia
- Desire (1976)

## Wykonania piosenki przez innych artystów
- Ronald Born na albumie różnych wykonawców May Your Song Always Be Sung: The Songs of Bob Dylan, Volume 3 (2003)